# Nina Sublatti
Nino Sulaberidze (en georgiano: ნინა სულაბერიძე; Moscú, Rusia, 31 de enero de 1995), más conocida por su nombre artístico Nina Sublatti, es una cantante, pianista, compositora, modelo, especialista en artes plásticas y calígrafa georgiana. En 2013 ganó la séptima edición de la versión georgiana del talent show "Idols", titulado "Saqartvelos Varskvlavi" ("საქართველოს ვარსკვლავი").
Fue la representante de Georgia en el Festival de la Canción de Eurovisión 2015.

## Vida y carrera

### 1995-2013: Inicios
De ascendencia georgiana, Sublatti nació en la capital rusa Moscú, el día 31 de enero del año 1995. Poco después de su nacimiento, regresó junto a sus padres a Georgia. Durante su infancia también vivió un tiempo en Riga (Letonia). Sus influencias musicales de siempre han sido Janis Joplin, Brian Molko y Björk.
Estudió caligrafía, pintura, dibujo y escultura en una escuela de arte. Tras finalizar sus estudios, en 2008 firmó un contrato con una agencia de modelos y comenzó a modelar. Seguidamente en 2011 empezó a trabajar en el Georgian Dream Studio colaborando con el cantante Bera Ivanishvili.

### 2013-presente
En 2013 fue la ganadora de la séptima edición de la versión georgiana del talent show "Idols", titulado "Saqartvelos Varskvlavi" ("საქართველოს ვარსკვლავი") emitido en la cadena de televisión Rustavi2.
Seguidamente en 2014 lanzó su primer álbum titulado "Dare to Be Nina Sublatti", que se convirtió en el álbum más vendido en Georgia.
Posteriormente en diciembre de 2014, se anunció que Nina era una de los cinco concursantes que competían para representar a Georgia en eurovisión, resultando el 14 de enero de 2015 ser la ganadora de la selección nacional con la canción "Warrior" y pasando a ser la representante de Georgia en el Festival de la Canción de Eurovisión 2015 que se celebró en el Wiener Stadthalle de la ciudad de Viena, Austria.
La canción está compuesta por el compositor y músico sueco Thomas G:son, la puesta en escena está diseñada por la coreógrafa sueca Sacha Jean-Baptiste y el videoclip está dirigido por el georgiano David Gogokhia, que ya trabajó anteriormente en unos de los primeros singles de Nina.
En el festival eurovisivo, el 19 de mayo tras superar la semifinal con 98 puntos, llegó a la gran final donde actuó en la 23 posición y finalmente quedó en el 11º puesto con un total de 51 puntos obtenidos.
Durante este año 2015 además de sacar el sencillo "Warrior" utilizado para el festival de eurovisión, ha sacado otros más titulados: "Dark Desire", "Sleep", "I've Got an Idea", "Locked Box" y "You Call Me Devil", que han sido incluidos en su nuevo álbum "Locked Box", lanzado el día 27 de julio.